# رود باركسديل
رود باركسديل (بالإنجليزية: Rod Barksdale)‏ هو لاعب كرة قدم أمريكية أمريكي، ولد في 8 سبتمبر 1962 في لوس أنجلوس في الولايات المتحدة.

## وصلات خارجية
- رود باركسديل على موقع مرجع كرة القدم المحترفة.كوم (الإنجليزية)